# RSG Group
Die RSG Group GmbH (Rainer Schaller Global Group) ist ein international tätiger Fitness-Konzern mit Satzungssitz in Schlüsselfeld (Oberfranken) und Verwaltungssitz in Berlin. Die bekanntesten Marken des Konzerns sind die Studioketten McFit, John Reed und Gold’s Gym.

## Geschichte

### Geschichte des Firmennamens
Rainer Schaller gründete 1996 die McFit Fitness GmbH mit dem Konzept preisgünstiger Fitnessstudios. Es erfolgte eine rasante Expansion mit ausschließlich eigenbetriebenen Fitnessstudios und 2008 entstand in München die 100. Filiale. Das Unternehmen änderte im selben Jahr seinen Namen in McFit um. Nach der Erschließung internationaler Märkte, wurde es 2016 zur McFit Global Group und schließlich 2019 mit der Erweiterung anderer Unternehmensbereiche zur heutigen RSG Group (Rainer Schaller Global Group) umbenannt.

### Geschichte des Konzerns

McFit wurde 1996 gegründet (aktuelles Logo)

Mitte der 1990er Jahre entwickelte Rainer Schaller das Konzept eines rund um die Uhr geöffneten Discount-Fitnessstudios unter dem Markennamen McFit. Nach Eröffnung des ersten Studios in Würzburg folgten weitere Filialen in Deutschland. 2007 kaufte McFit den Konkurrenten Fit24. Das Unternehmen wurde nun als ein wichtiger Akteur der Branche wahrgenommen. Im selben Jahr erzielte es erstmals über 100 Millionen Euro Umsatz. Als Werbepartner verschiedener Fernsehproduktionen und Sportveranstaltungen wurde es einer breiten Öffentlichkeit bekannt.
Nachdem die Loveparade 2004 und 2005 aufgrund von Finanzierungsproblemen nicht stattfinden konnte, übernahm ab 2006 McFit die Loveparade Berlin GmbH und gründete die Veranstaltungsgesellschaft Lopavent GmbH, deren Geschäftsführer Rainer Schaller war. Die Loveparade wurde Teil der Marketing Strategie von McFit. Nach dem Unglück bei der Loveparade in 2010 fand keine Loveparade-Veranstaltung mehr statt.
2009 eröffnete McFit Studios in Österreich und Spanien. Der Ländereintritt in Italien erfolgte 2014 in Verona. Im selben Jahr übernahm McFit die italienische Fitness-Studiokette Happy-Fit mit 14 Filialen, die in McFit umbenannt wurden.

2015 unternahm der Konzern mit Eröffnung der Fitnesskette High5 einen Schritt zur Diversifizierung seines Geschäftsmodells. 2023 wurde die Marke wieder aufgelöst. Mit dem Ableger John Reed Fitness wurde 2016 ein Angebot für das urbane Umfeld mit Musik als zentralem Element und hohen Ansprüchen an das Interieur geschaffen. Seit 2017 treten zahlreiche ehemalige McFit-Anlagen neu gestaltet und mit erhöhten Preisen unter dem Namen John Reed als „Fitness Music Clubs“ auf.
2018 übernahm Vito Scavo das operative Geschäft der McFit Global Group.
Seit Februar 2019 firmiert der Konzern unter dem Namen RSG Group. Laut Statista war der Konzern 2020 der Fitnessanbieter mit der höchsten Mitgliederzahl in Deutschland.
Im Sommer 2020 übernahm der Konzern für 100 Mio. Dollar die im Zuge der COVID-19-Pandemie insolvent gewordene amerikanische Fitnesskette Gold's Gym, die mit über 70 eigenen und mehr als 530 Franchise-Studios weltweit vertreten ist. Das Portfolio der RSG Group umfasst Stand 2023 nach eigenen Angaben über 900 Fitnessstudios in mehr als 30 Ländern.

## Geschäftsentwicklung
Aufgeführt sind die Geschäftszahlen der RSG Group, deren Geschäftsjahr dem Kalenderjahr entspricht.
| Jahr | Umsatz (Mio. Euro) | Ergebnis nach Steuern (Mio. Euro) |
| ---- | ------------------ | --------------------------------- |
| 2015 | 242                | 31.9                              |
| 2016 | 244                | 37.9                              |
| 2017 | 248                | 25.6                              |
| 2018 | 262                | 30.8                              |
| 2019 | 268                | 32.9                              |
| 2020 | 188                | -15.7                             |
| 2021 | 150                | -24.7                             |
| 2022 | 290                | -125                              |
| 2023 | 308                | -140                              |

## Unternehmensstruktur

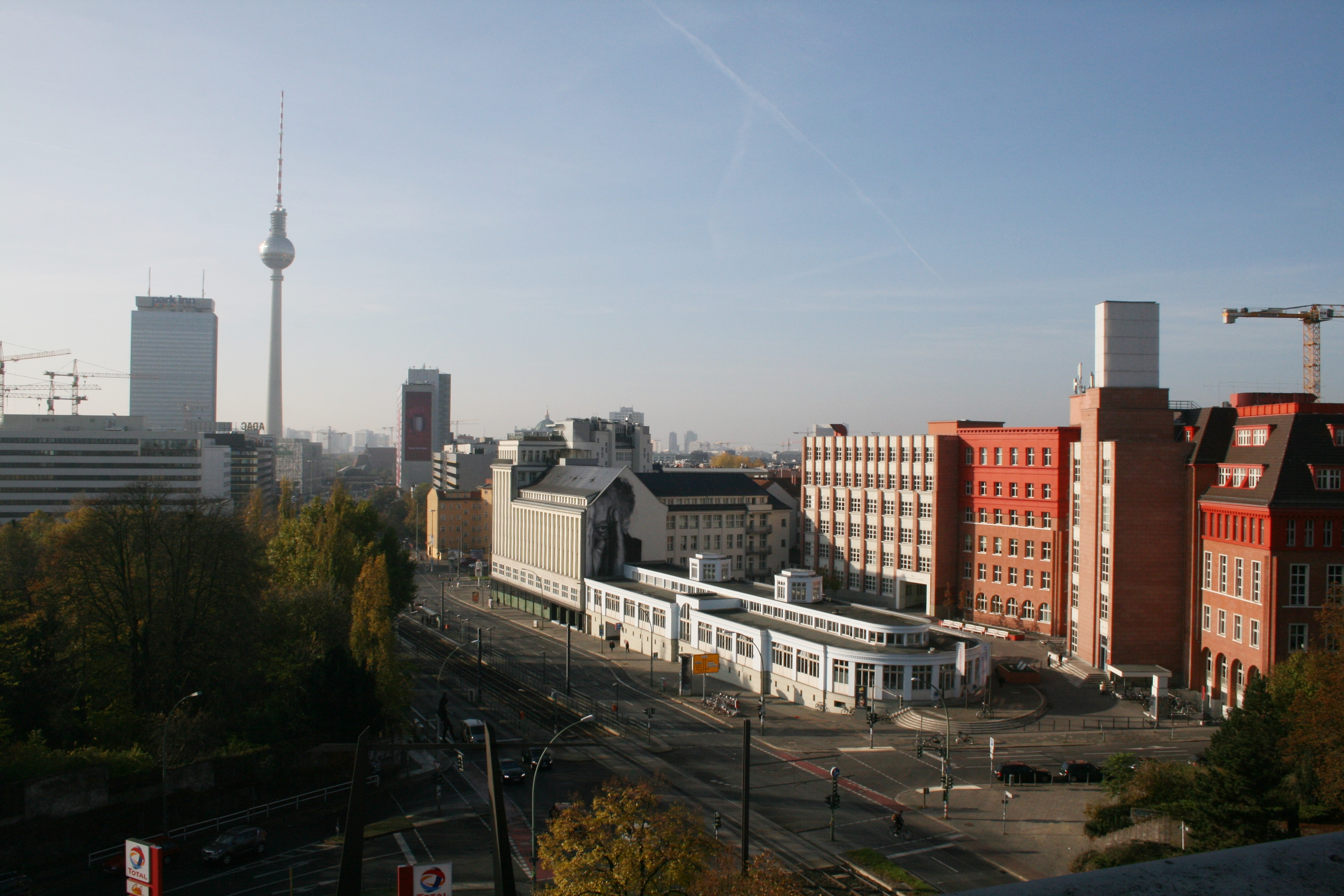
Die Backfabrik (rechts) in Berlin, operativer Sitz der RSG Group

Die RSG Group ist eine Gesellschaft mit beschränkter Haftung nach deutschem Recht. Weitere Prokuristen sind Michaela Müller und Benno Strohmer. Der Konsolidierungskreis der Gruppe umfasste im Geschäftsjahr 2017 acht inländische und acht ausländische Gesellschaften, deren Aktiva und Passiva vollständig in die Konzernbilanz eingehen. In den Zentralen der RSG Group mit den Standorten in Schlüsselfeld und Berlin arbeiteten 461 Mitarbeiter, davon sechs leitende Mitarbeiter (Stand: 31. Dezember 2020).

### Geschäftsführung
Rainer Schaller war bis zu seinem Tod am 21. Oktober 2022 selbst Geschäftsführer. Ab dem 12. Dezember 2022 übernahmen Hagen Wingertszahn und Jobst Müller-Trimbusch die Geschäftsführung.

### Unternehmensbereiche
Die RSG Group ist nach Umsatz und Anzahl der Fitnessstudio-Mitglieder einer der größten Fitnesskonzerne weltweit. Die Unternehmen und Marken der RSG Group bieten Fitness- und Wellnessdienstleistungen an, einschließlich Ausdauer- und Krafttraining, Gruppenfitnesskurse und Personal Training. Weiterhin hat die RSG Group andere Unternehmen, wie beispielsweise eine eigene Modelagentur, ein Restaurant mit Event-Fläche und ein digitales Sportmagazin. Des Weiteren besitzt sie Beteiligungen und Partnerschaften an gym80, Hero und Ron Miller.

### Marken
(Auswahl Stand: 2023)
McFit
McFit ist die Kernmarke der RSG Group und kommt nach eigenen Angaben auf über 250 Studios in Deutschland, Italien, Österreich und Spanien. Die meisten Studios sind über das Jahr durchgängig geöffnet. Das Angebot umfasst Geräte für das Ausdauer-, Funktional- und Krafttraining sowie Fitnesskurse.
Gold's Gym

Gold's Gym in Texas

Seit 1965 hat sich Gold's Gym zu einer globalen Marke mit rund 600 Standorten entwickelt, die auf sechs Kontinenten mit drei Millionen Mitgliedern expandiert ist. Mehr als 70 Fitnessstudios befinden sich im Besitz des Unternehmens und der Rest der Studios wird mittels Franchising betrieben. Bekannte Persönlichkeiten wie Arnold Schwarzenegger und Lou Ferrigno trainierten im ursprünglichen Gold's Gym in Venice Beach. Zehn Monate nach der Gold's Gym Übernahme eröffnete die RSG Group 2021 in Berlin das Vorzeigestudio der Marke, das zugleich ein Studio mit LEED Platinum Zertifizierung ist.
Gold’s Gym Nutrition ist ein internationaler Anbieter für Sportnahrung und Nahrungsergänzungsmittel für Sportler.
John Reed

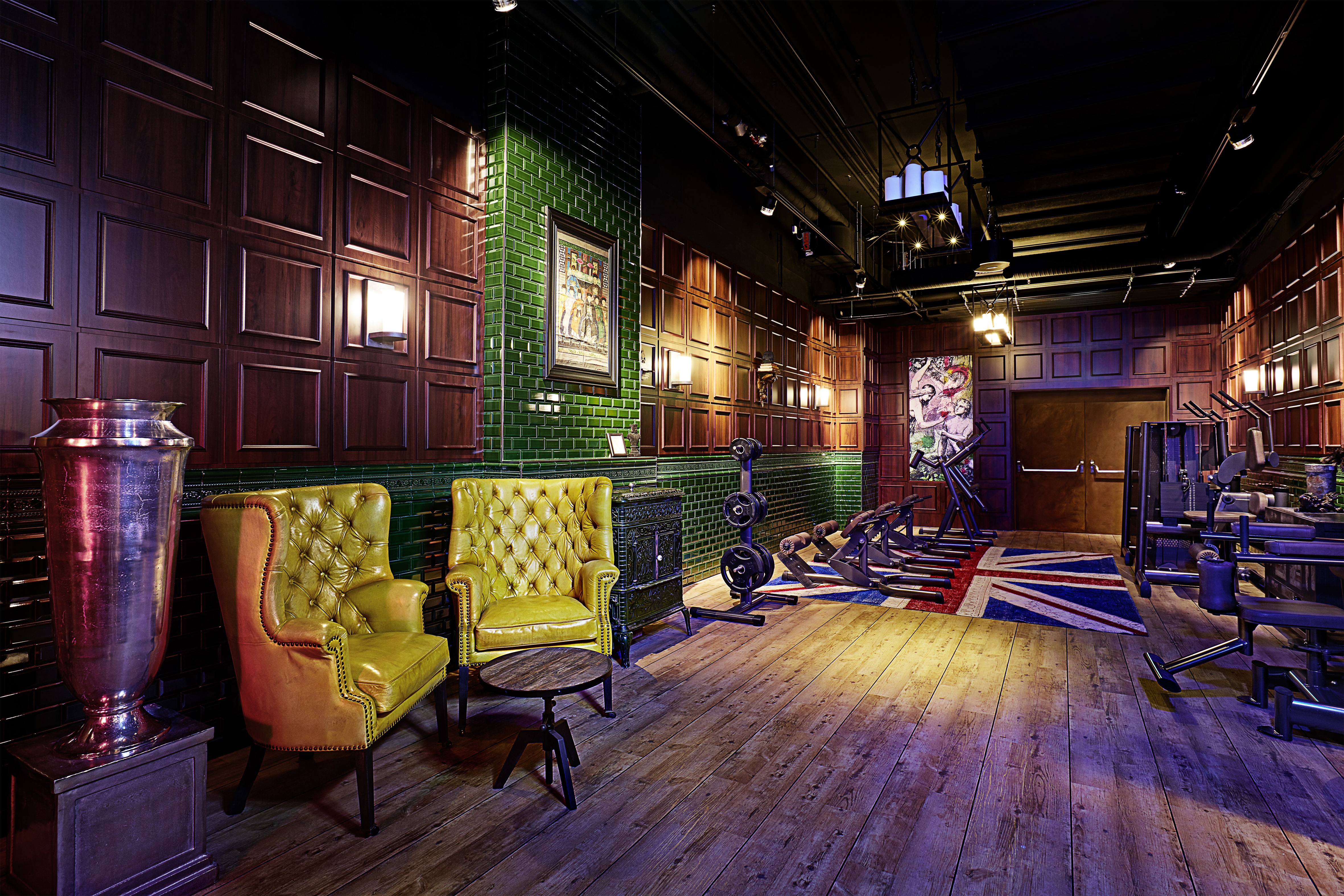
John Reed Studio in Berlin

Die rund 50 Studios der Marke John Reed heben sich vor allem durch die eigens kuratierte Kunst und Musik sowie Live-DJs und Club-Atmosphäre von regulären Fitnessstudios ab. Rund ein Drittel der Studios verfügt über zusätzliche Wellnesseinrichtungen wie Sauna, Schwimmbecken und Whirlpool. 2021 wurde in Los Angeles das erste Fitnessstudio der Marke John Reed in Nordamerika eröffnet. Das Vorzeigestudio der Marke in Europa folgte im September 2022 in Wien.
John & Jane’s ist eine Untermarke von John Reed, deren Angebot sich auf reine Gruppensportkurse aus den Bereichen Yoga, Pilates, Barre und HIIT fokussiert. Das Boutique Fitness Studio wurde 2019 in Berlin eröffnet und hat eine zusätzliche Trainingsfläche im The Reed am Alexanderplatz.
The Reed ist eine Mischung aus Restaurant, Café, Bar und Veranstaltungsräumen am Berliner Alexanderplatz und bietet verschiedene Nutzungsmöglichkeiten. In regelmäßigen Intervallen finden dort Musikveranstaltungen mit internationalen Künstlern statt.
McFit Models
Unter diesem Namen betreibt der Konzern eine europaweite Modelagentur, deren Schwerpunkt auf Sportmodels liegt. Die Talentsucher rekrutieren stets neue männliche und weibliche Models aus den Studiomitgliedern. Die Models werden überwiegend für Sport-Kampagnen eingesetzt.
Loox
Die Zeitschrift mit Schwerpunkt auf sportlicher Bewegung und gesunder Ernährungsweise wurde von 2012 bis 2014 in gedruckter Form herausgegeben und erscheint seit 2018 kostenlos als Online-Magazin. In regelmäßigen Interviews berichten Prominente und eigene Mitglieder der Studios u. a. von ihren persönlichen Trainingsgeschichten.
Cyberobics
Cyberobics ist ein Anbieter von digitalen Videokursen und Workouts mit den Zielen Muskelaufbau, Gewichtsabnahme, Körperstraffung, Ausdauertraining und Steigerung der Beweglichkeit. Weiterhin werden Trainingsvideos zu den Themen Wellness, Pilates, Tanzen sowie Kursen mit Heimtrainern und Hanteln angeboten.

## Partnerschaften
Die RSG Group stattet von Anfang an seine Studios mit Geräten von gym80 aus. 2020 erwarb die RSG Group eine 35%ige Beteiligung am deutschen Fitnessgerätehersteller gym80 International GmbH, womit sie alleiniger Investor geworden ist.
Seit 2020 ist die RSG Group zu 50 % an dem Fitness-Start-up Hero Workout beteiligt. Das Unternehmen hat eine Trainingsapp mit Fitnesskursen und interaktiven Trainern für Anfänger, Fortgeschrittene und Profis entwickelt.
Seit 2016 gehört das deutsche Urban-Art-Künstlerduo Ron Miller zur RSG Group. Dahinter stehen die zwei Berliner Ronny Kindt und Marcus Langenick. Leitmotiv der multidisziplinär arbeitenden Künstler ist die Darstellung einer ikonischen Geisha. In vielen John Reed Studios sind ihre Arbeiten neben denen anderer Künstler zu sehen.

## Sponsoring
Die RSG Group warb mit verschiedenen Konzern-Marken im Umfeld einiger TV-Shows mit Stefan Raab. So war McFit beim TV Total Turmspringen 2007 und 2010 als Werbepartner präsent. 2013 trat bei der TV Total Wok-WM ein eigenes Team von Loox an. Darüber hinaus sponsorte McFit seit 2008 Sponsor Boxkämpfe der Brüder Wladimir und Vitali Klitschko, die unter anderem auch in Werbespots für die Marke zu sehen waren.

## Soziales Engagement
Seit 2009 unterstützt die RSG Group das Kinder- und Jugendwerk „Die Arche“ deutschlandweit mit Geld- und Sachspenden. Das Unternehmen organisiert und begleitet regelmäßig Ausflüge, Feste und Aktivitäten mit den Kindern der Arche.
2009 spendete McFit eine Million Euro an „Ein Herz für Kinder.“ McFit ersteigerte bei der Aktion ein Fußballspiel gegen die Mannschaft des FC Bayern München. Das Spiel fand in der Arena auf Schalke mit der Mannschaft McFit-Allstars vor 50.000 Zuschauern statt. Zudem gründete das Unternehmen die Stiftung „Torre del Sol – terapia para el alma“, mit der soziale Projekte auf einer Alpaka-Farm auf Mallorca unterstützt werden.

## Kritik
In der Bewertung von „Stiftung Warentest“ der sieben größten deutschen Fitnessketten vom September 2017 nahm McFit mit der Gesamtnote „ausreichend“ (3,7) den letzten Platz ein, wobei der Bewertungsschwerpunkt auf der Betreuung lag. Die Trainingsbedingungen wurden hingegen mit „gut“ bewertet.
2018 befand ein Test, dass es nach der ersten Probestunde mit Trainer bei McFit keine fachliche Anleitung mehr gab.
Im Jahr 2022 versuchte McFit, die Beitragseinnahmen seiner Fitnessstudios zu steigern, indem die Mitglieder durch Passieren des Drehkreuzes im Studio der Beitragserhöhung automatisch zustimmen mussten. Ohne Passieren ist eine Nutzung der Studios und somit des Vertrages nicht möglich. Die Verbraucherzentrale stufte dieses Vorgehen deshalb als rechtswidrig ein.